# Flavio Ierio
Flavio Ierio (latino: Flavius Hierius; fl. 425-432) fu un politico dell'Impero romano d'Oriente.
Fu prefetto del pretorio d'Oriente dal 425 al 428 e poi, per la seconda volta, nel 432. Nel 427 fu anche console (con Ardaburio come collega, entrambi scelti dalla corte orientale); in quell'anno fece riparare e ri-dedicare le Terme di Costantino (anche dette "di Teodosio").